# 戴森球

图为戴森球的一种变体。这种大规模人造物会大幅度改变恒星的光谱。

戴森球（英語：Dyson Sphere）是弗里曼·戴森假想出的包围母恒星的巨大球形结构，它可以捕获大部分或者全部的恒星能量输出。戴森认为戴森球是长期生存技术文明对于能量需求增长的必然需求，并认为寻找其存在的证据可以引导发现先进和智慧的外星生命。不同类型的戴森球和它们的能量收集能力将对应于在卡尔达肖夫指数水平上的技术进步。
自从该概念提出以后，诸多科幻作品里提出的包围恒星的人工建筑都被冠以“戴森球”之名。后续的设想认为戴森球上不仅有太阳能發电站，还有人类殖民地和工业基地存在。

## 概念来源

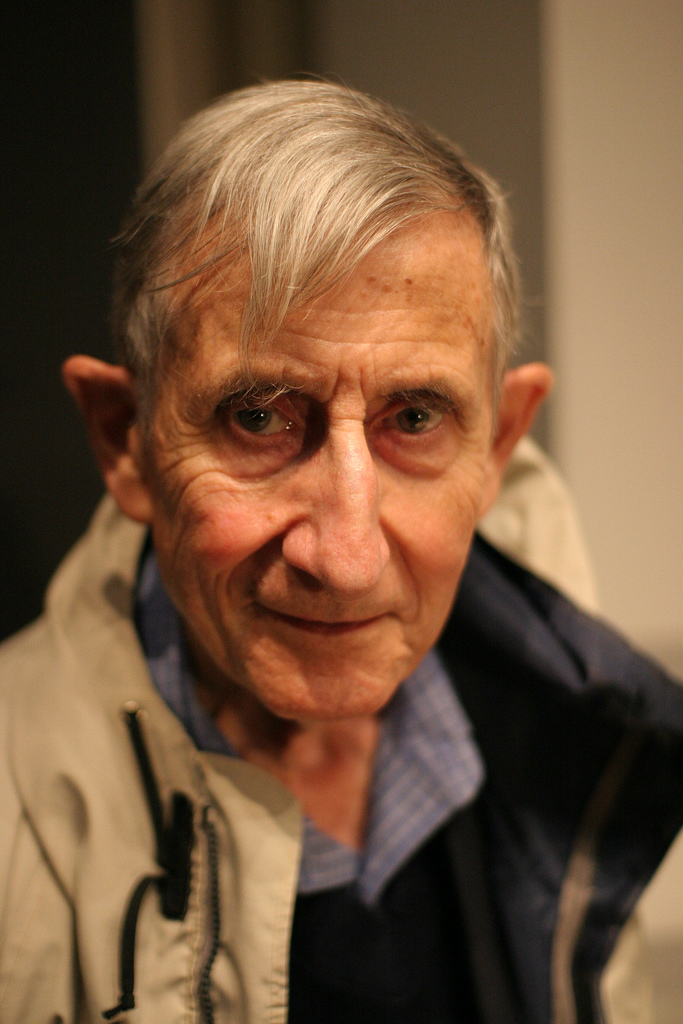
弗里曼·戴森

戴森球的概念源自于美国物理学家、数学家弗里曼·戴森的思想实验。他认为，任何技术文明对能量的需求都是稳定增长的，如果人类文明能够延续足够长的时间，就必然有一天对能量的需求会膨胀到要利用其母恒星“全部”的能量输出。他认为此时就有必要建立能够拦截和收集母恒星发出的所有能量的轨道结构。戴森没有从细节上论述该结构如何建造，而只着眼于能量收集的问题。戴森在他1959年出版于科学杂志的论文“人工恒星红外辐射源的搜寻（Search for Artificial Stellar Sources of Infra-Red Radiation）”中提出了这一概念，据信这是戴森球概念的首次正式提出。但是戴森受到过奥拉夫·斯特普尔顿写于1937年的科幻小说《造星者》的启发，并可能受到研究过相关方面的约翰·德斯蒙德·伯纳尔和雷蒙德·津柯·盖洛普的著作的影响。

## 可行性
虽然一些经常提及的设计——特别是以“戴森壳”为基础的设计——是不切实际的，但现代轨道卫星和太阳帆技术已经得到发展并能进行一定的实际应用，建造戴森球结构并不需要当前技术取得理论上的突破。部署使用光电池的宇宙飞船和卫星可能是建造“戴森云”（参见下述的子类型变体）过程中踏出的第一步。然而，建造部署能够覆盖太阳系规模巨大数量的宇宙飞船和卫星仍远远超出人类当前的工业生产能力。在建造过程中同样可能存在不可预见的巨大困难，而当前人类对工业自动化的理解和应用也不足以维护这个巨大的自维持系统。

## 变体
在虚构作品中，戴森球常常被描述成一个包围恒星的人造空心球体。这是对戴森球原意的曲解。在回复有关他论文的信中，戴森说，“一个围绕恒星的球壳或环从物理上来说是不可行的。我设想的‘生物圈’的形式是由松散的太阳能收集器或独立环绕恒星轨道的卫星云构成。”

### 戴森云

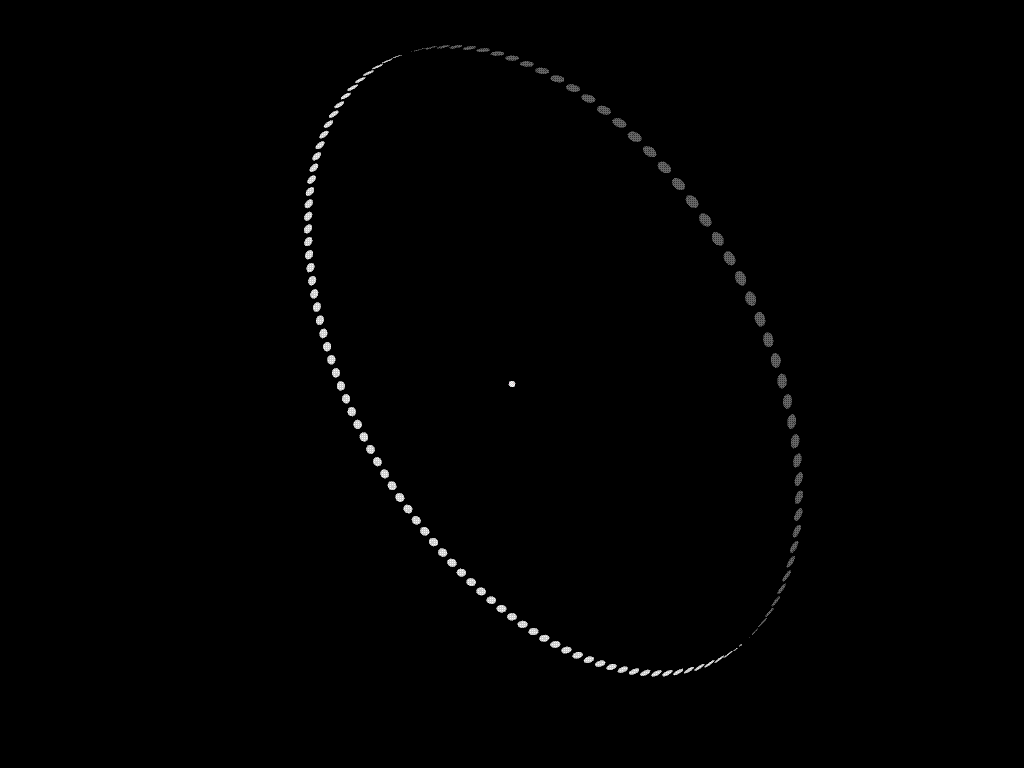
戴森环是戴森云最简单的结构。图中轨道半径为1天文单位，太阳能收集器的直径为1.0×10^{7}千米(约25倍地月距离)，收集器中心围绕圆形轨道分隔3度均匀分布，图像观测点距离中心恒星2天文单位。图按照比例绘制。

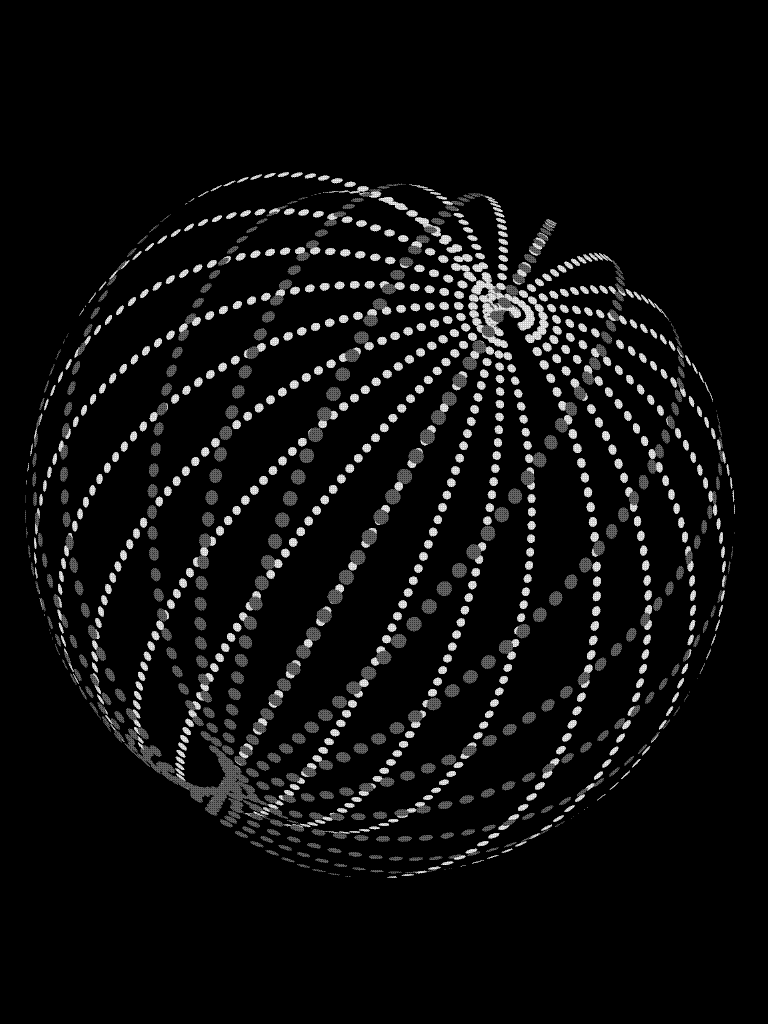
多戴森环是戴森云的一个相对简单的结构。图中轨道半径为1天文单位，太阳能收集器的直径为1.0×10^7千米(约25倍地月距离)，环上收集器中心分隔3度均匀分布，环与环之间分隔15度均匀分布。图像观测点距离中心恒星约2.8天文单位。图按照比例绘制。

最接近戴森最初概念的变体是“戴森云”（Dyson swarm）。它由巨大数目的密集环绕恒星运行的独立结构（通常是太阳能卫星和太空定居点）组成。这种戴森球结构有这样几个优势：组成戴森群的元件可以自由调整数量和设计尺寸，这样便能在长时期内逐步建造。不同形式的无线能量传输形式可以用于结构之间的能量传递。
戴森云也有其劣势。轨道力学规律决定了戴森云的轨道排布将会极度复杂。最简单的排布方式莫过于戴森环，在这种布置中，所有太阳能收集器共享同一个轨道。复杂的多环模式可以拦截到更多恒星能量输出，但环轨道重叠时会造成周期性的食。另外潜在的问题是，增加轨道结构会加强对其他结构的摄动，从而降低轨道的稳定性。
下面会继续提到，这样一个收集器“云”将会改变恒星系统向宇宙发射的光线，但可以预见的是，它不会完全遮蔽恒星的光线，恒星的自然光线仍将在其发射的光谱中存在。

### 戴森泡

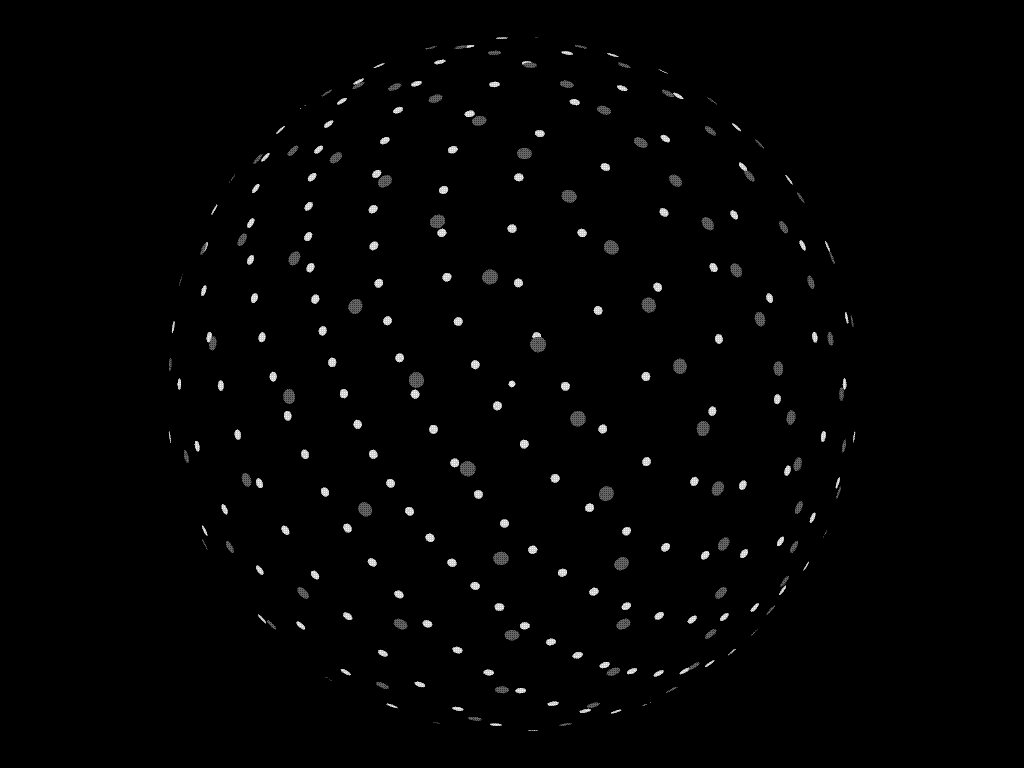
戴森泡是一种非轨道类型的收集器排列方式。只要恒星的光线能够无障碍地抵达，收集器就能停留在恒星附近的任何位置。这种相对简单的排布方式是唯一能够布置无限多收集器的方式。图中所有的太阳能收集器的直径为1.0×10^{7}千米(约25倍地月距离)，距离恒星1天文单位，图像观测点距离中心恒星2天文单位。图按照比例绘制。

戴森球的第二种形式是“戴森泡”（Dyson bubble）。它类似于戴森云，由许多独立的结构组成，同样也可以逐步地进行建造。
不同于戴森云，此方案不是用环绕轨道的方法，而是通过巨大的承受光压的太阳帆来抵消太阳的引力。这样的结构可以免于冲撞以及食的危险；各个结构对于母恒星来说可能是完全静止的，并且相互独立。由于光压和恒星引力之比是恒定的，与距离无关（假设太阳帆卫星与太阳的连线上没有被其他物体），此类静止卫星可以自由调整其与中心恒星的距离。
按照现代材料科学的能力，该方法实践起来仍存在问题，但是有潜力达到。环绕母恒星的太阳帆卫星需要一个总密度为0.78克/平方米的帆。为便于阐明所需材料不需要很大质量，想象一下半径为1天文单位的单个戴森泡的质量仅为2.17×1020千克，这仅相当于小行星智神星的质量。
但上述的材料在当前仍然超出人类的技术能力：人类目前能制造最轻的碳纤维太阳帆在无载荷时密度为3克/平方米，是建造上述太阳帆卫星所需材料密度的四倍。
然而，预计通过分子制造技术实现超轻碳纳米管的手段生产的物质密度将会低于0.1克/平方米。如果在工业规模上制造这样的物质是可行的，那么它就可以利用于轻太阳帆之上。带有缆索的太阳帆密度可以保持在0.3克/平方米左右 (“自旋稳定”的太阳帆需要极小的附加重量用作缆索）。如果太阳帆能够按照此面密度制造，则类似于L5协会中提及的歐尼爾圓柱體的太空定居点——面积达500平方千米，可居住一百万居民，重达3×109千克——就能通过直径3000千米的圆形太阳帆来维持。这种组装定居点总重为5.4×109千克。该结构的直径大致等于香港到哈尔滨的距离，只比木星的卫星木卫二稍小，但质量却比多数小行星小得多。建造如此巨大质量的太阳帆定居点将耗费极大的人力物力，并且从材料科学上来说还有诸多不确定因素，但比起其他类型的戴森球变体所需要的技术和材料来说却是切合实际多了。
理论上，如果造出并围绕恒星部署了足够数量的太阳帆卫星，那么就能组成一个非固定的戴森泡。这种结构既没有受到巨大压力影响的缺点，也不必达到固定结构的戴森壳所需要的超大质量。但这种壳体有着跟固定结构的戴森壳一样的光学和热力学特性，可以被其他宇宙文明通过类似的方式侦测到。

### 戴森壳
科幻小说中经常提及的戴森球变体是“戴森壳”（Dyson shell）：一种环绕恒星的均匀壳体。这种结构能够100%拦截恒星的能量输出，从而完全改变中心恒星的光线发射。如果其表面能够居住的话，它能够为设想中的人类定居点提供极大的活动空间。
若在太阳系中建造一个半径为1天文单位的戴森壳，则其内壁上任意一点上将接收与地球上接收到的等量的太阳辐射。该戴森壳的内壁面积至少为2.72x1017平方千米，这等同于5.5亿倍的地球表面积。这个戴森壳将拦截全部4.0×1026瓦特的太阳能量输出；其他戴森球变体拦截的能量则较少，戴森壳所能获取的能量是太阳在该进化阶段我们可能能够获取的最大能量值。这大概是人类在2010年消耗的全部能量1.7x1013瓦特的23.5万亿倍。
不过戴森壳也存在一些理论上的困难：
上述壳体模型没有考虑到将中心恒星包含在内的重力交互作用，这可能因中心恒星的影响而发生偏移。如果这样的偏移运动得不到纠正，最终可能导致壳体和恒星的直接碰撞，这很可能导致灾难性的结果。这样的结构需要某种形式的推进力去抵消偏移，或采用一些办法使得壳体表面远离恒星。
出于同样理由，戴森壳没有考虑壳体内部任何其他物质与其自身的重力交互作用。任何壳体内部的生物圈将不会被吸引到壳体的表面，而是会坠入恒星之中。在某些设想中，生物圈可以放置于两个同心球之间，置于旋转球体的内部或靠恒星的引力附着在戴森球的外部。这种情况下，就应该设计某种形式的照明，或者戴森球至少应该部分透明，否则恒星的光线会被完全阻挡。而在有的设想中，人工重力垂直于旋转轴，使得球体内部的物质集中于赤道上，有效地使球体类似于尼文环以便定居，同时高效地收集太阳能。
组成壳体的材料需要承受巨大的压缩力。若戴森球的半径为1天文单位，壳体上任意一点都处于一个天文单位距离处太阳引力作用下的圆形壳体压力。没有任何已知的或理论上存在的物质能够坚韧到承受如此大的压力，并且能够用来建造环绕恒星的刚性静态壳体。曾提出过建造环绕更小的“超木星”而非恒星的保罗·博奇建议可以通过类似用于太空基地的动态方法来支撑戴森壳。在壳体内部环形轨道上运行的物质以明显高于轨道的速度运动，这使得物质受到离心力而向外压。对于环绕太阳的半径为1天文单位的戴森壳来说，运动速度10倍于轨道速度（297.9千米/秒）的质量将产生99倍其自身重量附加于壳体结构上。这些轨道与戴森云有着同样的困难，即不确定需要多少能量将被消耗在维持物质的高速运转上。
太阳系中甚至没有足够建设半径为1天文单位的戴森壳的材料。安德斯·桑德堡估计太阳系中有1.82×1026千克的物质能够直接用作建材，这用来建造上述大小的戴森壳已经足够。此时壳体密度为600千克/平方米，大概8至20厘米厚，这取决于材料的密度。上述材料还包括了难以获取的气体巨行星的核心物质。类地行星仅能提供11.79×1024千克的材料，这对于半径达1天文单位的壳体来说密度则只能为42千克/平方米。这样的戴森壳对于抵御星际物质，如彗星、流星或被太阳弓形激波所挠曲的星际物质来说是脆弱的。

### 其他类型

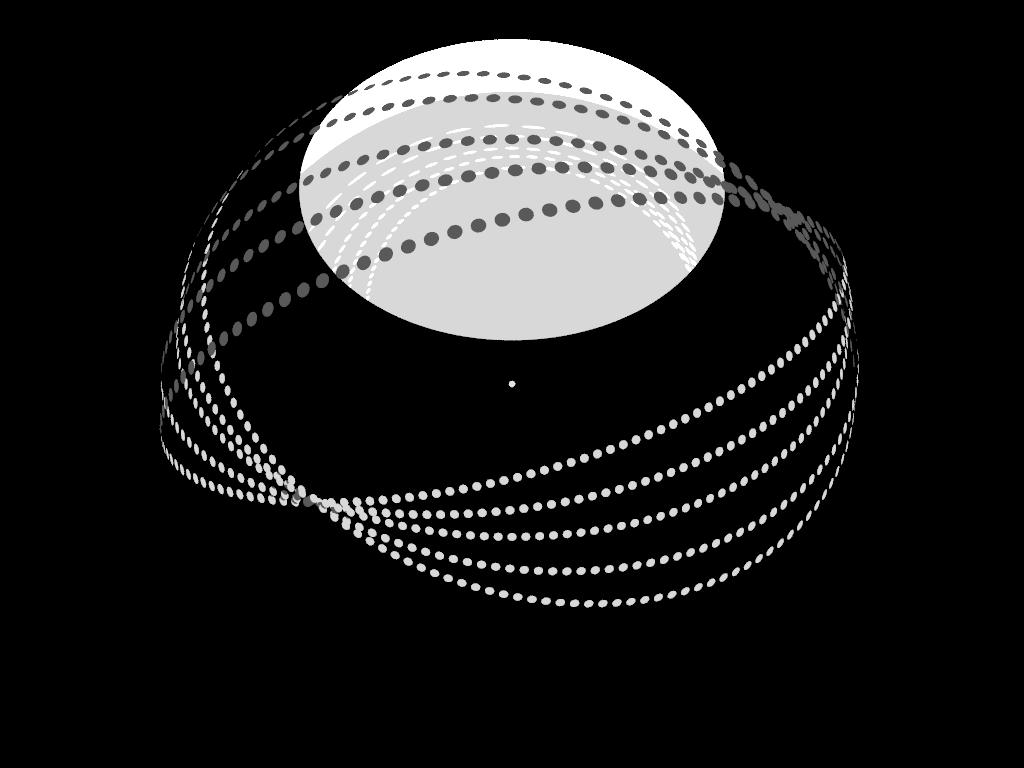
C型恒星引擎的想象图。图中轨道半径为1天文单位，太阳能收集器的直径为1.0^{7}千米（约25倍地月距离），环上收集器中心分隔3度均匀分布，环与环之间分隔15度均匀分布。太阳帆镜位于恒星的北极点，距离恒星1天文单位。图像观测点距离中心恒星2.8天文单位。

另一种可能的形式是“戴森网络”。这是一个围绕着恒星的绳索网络，以便能量或热收集单位能在绳索之间固定。戴森网络是戴森壳或戴森泡的一种缩减形式，这取决于绳索抵抗恒星引力的能力。
泡世界是由环绕着太空中的氢气体云的壳体居住空间所组成的人工建筑。空气、人类、建筑等等都在壳体内。这个概念是用于回答“可以建造的最大的空间殖民地”的。然而大多数的这样的空间是无法定居的，因为那里没有能量来源。
理论上说，任何气态巨行星都能被包入固体壳之中；在某半径处，其表面重力会与地球相仿；收集该行星上的热能可以作为能量来源。该理念在查尔斯·斯特罗斯的小说渐速音中曾提及到，文中把土星改造为人类定居点。
恒星引擎是一种设想中的巨型结构，主要用于集中恒星的可用能量，有时也用于特定目的。例如，俄罗斯套娃脑集中能量用于计算。肖卡德夫推进器集中能量用于推进。一些恒星引擎的设计也是以戴森球为基础的。
黑洞可以替代恒星成为能量来源。因为黑洞往往比恒星更小，由此可以减少通讯的距离，这对于以计算机为基础的文明来说是非常重要的。

## 搜寻地外文明
在戴森最初的论文中，他推测足够先进的外星文明将会采取与人类相仿的功率消耗模式，并最终会建立起“戴森球”。建造这样一个系统意味着该文明已经到达卡尔达肖夫II类文明。
戴森球系统的存在会改变恒星系统发出的光。太阳能收集器会吸收和再辐射恒星的能量。收集器辐射出的波长取决于它们的温度以及材料的发射光谱。由于收集器最有可能由重元素制造而成，而这在中心恒星的光谱里并不常见——至少恒星大气中进行的核聚变不会辐射出如此“低”能量的光——因此该恒星系统可能辐射出不合常规的光谱类型。如果某恒星由于这类吸收和再辐射而过滤或转移的能量非常显著，就可以在星际距离上探测到。
给定距太阳1天文单位处每平方米所收到的能量，就可以计算出大部分已知物质在红外波段的再辐射。在类似于太阳的恒星附近的人类形态的文明造出的戴森球使用类似人类能够使用的材料，很可能引起恒星系红外辐射量的增加。因此，戴森发表的论文题为“人工恒星红外辐射源的搜寻”。
SETI在他们的类太阳恒星“重红外”光谱搜索中使用了该假设。直到2005年，费米国家实验室一直在分析IRAS卫星获取的数据以获取线索。

## 有关的虚构作品
戴森球在提出以后就经常在科幻或其他虚构作品中出现。在这些作品中，戴森球往往被描述成“戴森壳”的形式，而建造该结构所面对的引力和工程难题则常常被忽略。

### 文学作品
- 諾亞的旅途
- 造星者
- 星际迷航
- 环形世界（作者：拉瑞·尼文），获雨果奖和星云奖
- Orbitsville
- 世界是圆的
- 时间飞船
- 太阳篡夺者（作者：野尻抱介），获第31回星云赏日本短篇部门赏
- 宇宙战舰山本洋子
- 最后的武士·连恩怀斯曼
- 地球联邦的兴亡
- 星食い鬼（失落的星球・奥加兽）
- 提升系列
- 星界的纹章（作者：森冈浩之）
- 時間迴旋（作者：Robert Charles Wilson）

### 动漫
- 小精靈・17（作者：山本貴嗣）
- BLAME!（作者：二瓶勉）
- 2^999
- 铳梦LastOrder（作者：木城幸人）
- 不可思议星球的双胞胎公主
- 银河旋风
- 遊戲王ZEXAL：其中一張No.卡名為「No.09 天蓋星 戴森球」
- 革命机Valvrave：人類向宇宙殖民的另一種形式

### 电视剧
- 星舰奇航记：银河飞龙：第130话 （页面存档备份，存于）

### 游戏
- 宇宙战舰大和号：二重银河的崩坏
- 星環戰役
- 紅色地面
- 无限航路
- 异世纪机器人大战：R
- 自由枪骑兵战役最后一个任务
- Stellaris
- 质量效应：仙女座
- Fate/Grand Order
- 戴森球计划
- 九日

### 電影
- 月球隕落